# Reitnau
Reitnau là một đô thị ở huyện Zofingen, bang Aargau, Thụy Sĩ.